# Gran Vía (Vigo)
La Avenida de la Gran Vía es una avenida situada en la ciudad española de Vigo.

## Situación
Está delimitada por la Plaza de América, en las Traviesas, y por la Calle de Urzaiz. Es, pues, una de las principales arterias de la ciudad de Vigo.

## Historia
Se comenzó a planificar en el año 1910 por la corporación municipal, de la mano de Ramiro Pascual, quien presentó un proyecto de ensanche, que terminó por no se llevarse a cabo. Durante esta etapa era conocida como avenida de Blasco Ibáñez. En 1936 solamente tenía unos diez edificios. A partir de ese año se le llamó Gran Vía del Generalísimo. Entre 1939 y 1942 se llevó a cabo el proyecto de Manuel Cominges, promovido por el alcalde Luis Suárez-Llanos, que consistía en su prolongación hasta la Plaza de España, en el lugar conocido como O Couto. La expropiación de terrenos demoró el proceso. La segunda parte, desde la plaza de España hasta la plaza de América, pasando por el lugar de Pousafoles, se concluyó en 1945. La idea inicial era continuar hasta Samil, pero en las Traviesas estaban las cocheras de los tranvías. La finalización del proyecto, pasando por Coya, llegaría a finales de la década de 1960. Este tramo fue llamado Avenida de Castelao y Avenida de Europa. El 30 de abril de 1981, siendo alcalde Manoel Soto, pasó a denominarse Avenida de la Gran Vía.

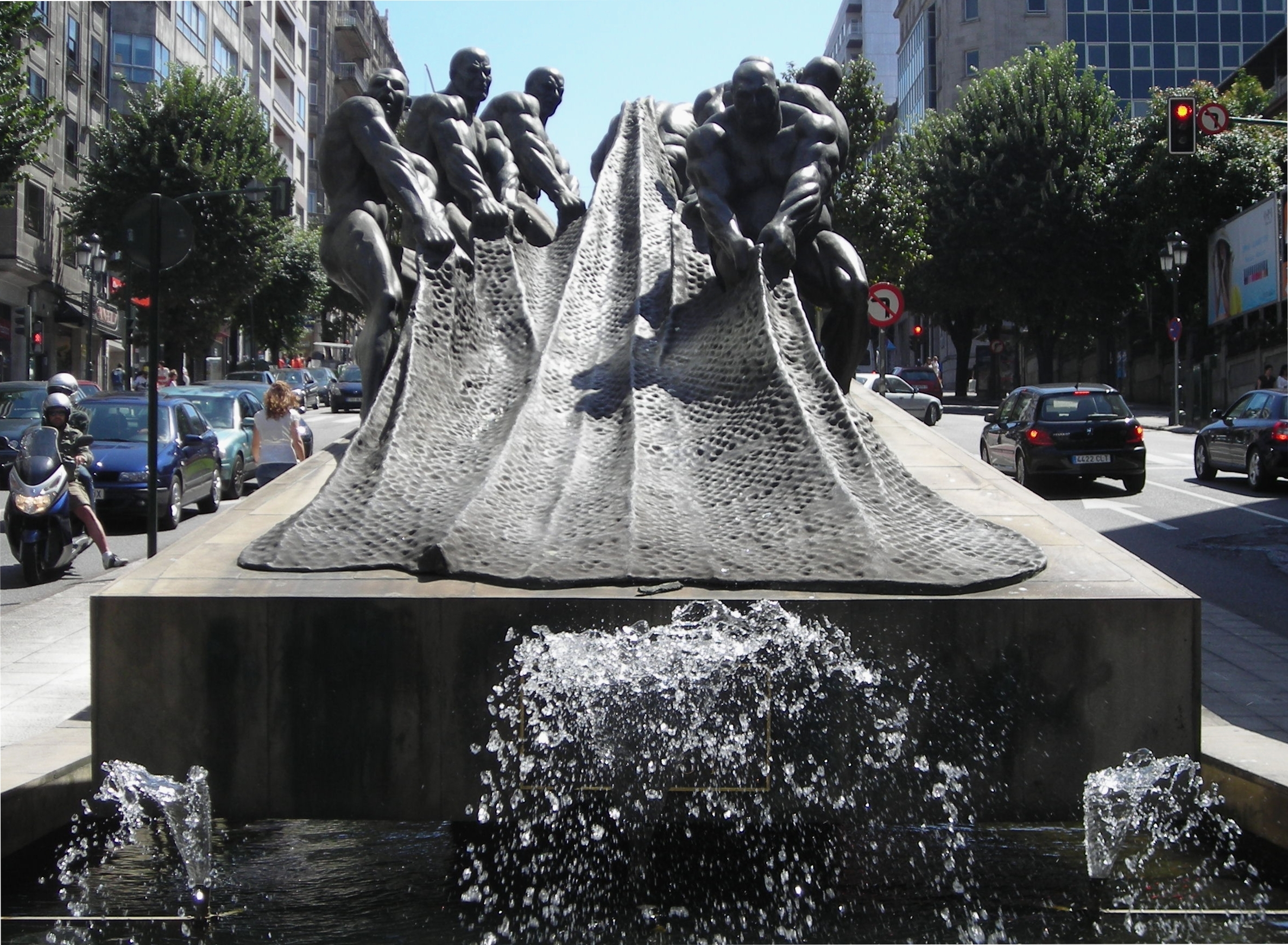
Estatua de los rederos en la intersección con la Calle de Urzaiz.

En el año 2017, con Abel Caballero en la alcaldía de la ciudad, se construyeron rampas mecánicas en la zona central de la avenida para facilitar a los peatones subir y bajar el bulevar urbano. Formó parte de una de las actuaciones del "Plan Vigo Vertical", debido a la orografía de la ciudad se instalan ascensores y rampas o escaleras mecánicas para facilitar la movilidad, un ejemplo sería el ascensor Halo. Actualmente se encuentra en funcionamiento el tramo desde la calle de Urzaiz hasta plaza de España, aunque entre las acciones futuras proyectadas por el gobierno municipal existe la posibilidad de mecanizar el tramo restante que uniría plaza España con plaza de América.
Durante la temporada navideña, esta avenida —una de las más concurridas del casco urbano— destaca por su decoración especial. En el tramo comprendido entre la plaza América y la plaza España, en donde no existen rampas centrales ni las plantas que las adornan, se ubican árboles de gran tamaño que se iluminan con numerosas luces. Por otro lado, en la zona contigua, la iluminación se complementa con una estructura en forma de regalo navideño, elaborada con luces y de considerables dimensiones.